# Newmaninstitut
Das Newmaninstitut ist eine wissenschaftliche Hochschule mit Sitz in Uppsala (Schweden). Ihr Lehrangebot erstreckt sich über die Fächer Katholische Theologie, Philosophie und Kulturwissenschaften. Das Institut wurde 2001 gegründet und nach dem englischen Kardinal John Henry Newman (1801–1890) benannt; es steht unter Trägerschaft des Jesuitenordens. Seit 2010 ist das Newmaninstitut staatlich anerkannt, so dass es in eigenem Namen den Bachelorgrad (Kandidatexamen) verleihen kann. Der theologische Master wird in Kooperation mit der privaten theologischen Hochschule (Det teologiske Menighetsfakultet) Oslo verliehen.

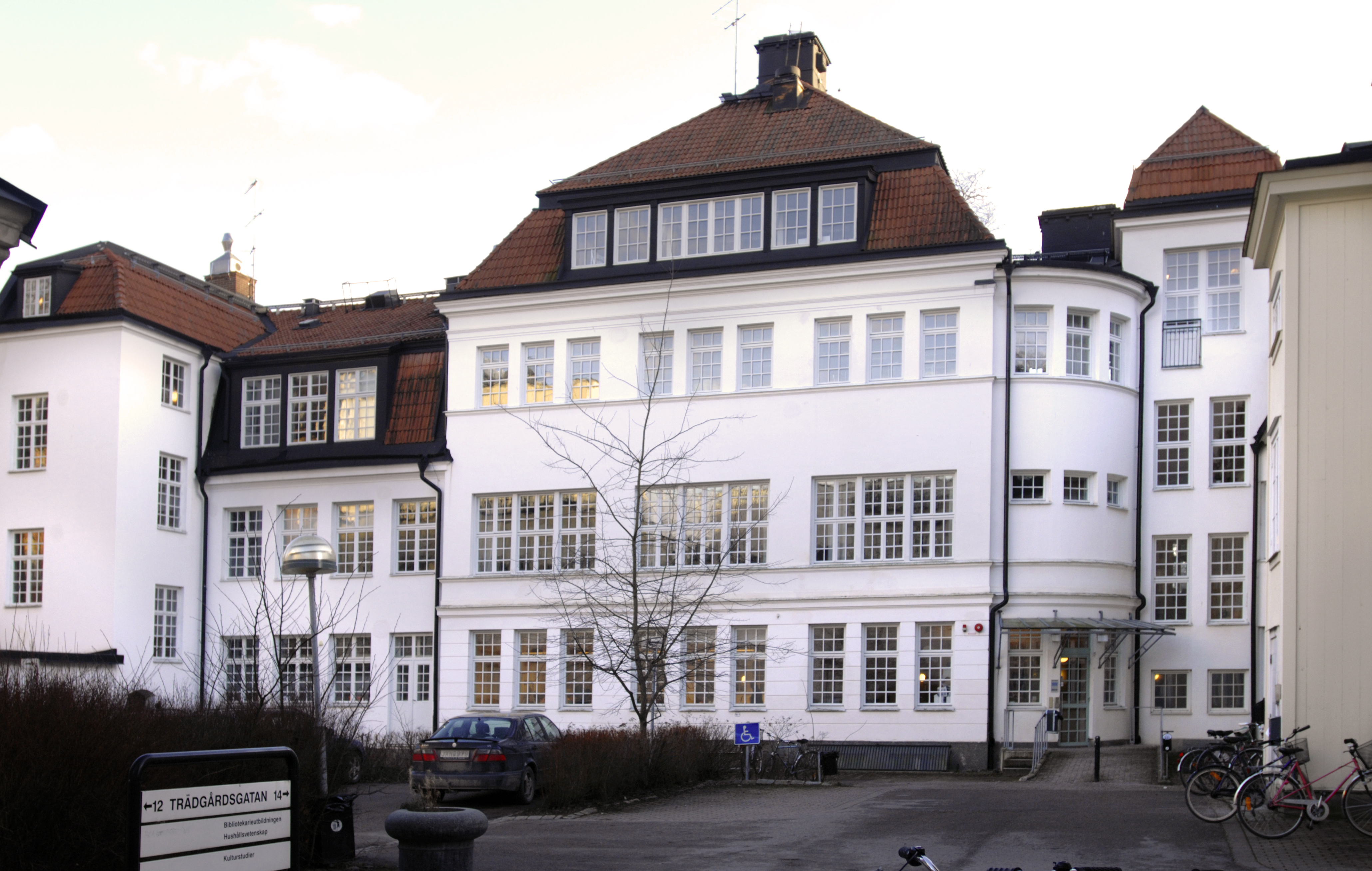
Hauptgebäude Uppsala

Der Lehrbetrieb findet überwiegend in Uppsala, teils auch in Stockholm und Vadstena statt. Die Unterrichtssprache ist Schwedisch; ein Teil der Kurse wird auf Englisch angeboten. Seit 2002 werden einzelne Kurse in Zusammenarbeit mit der Universität Uppsala durchgeführt. Daneben kooperiert das Newmaninstitut im Rahmen des Erasmus-Programms mit mehreren Hochschulen weltweit, so etwa der Philosophisch-Theologischen Hochschule Sankt Georgen (Frankfurt am Main), der Päpstlichen Universität Johannes Paul II. (Krakau, Polen), der Fakultät für katholische Theologie der Universität Tilburg (Niederlande) und der Ukrainischen Katholischen Universität (Lwiw). Der Lehrplan des Instituts ist mit denen der Partnerhochschulen abgestimmt, so dass ein vergleichsweise intensiver akademischer Austausch ermöglicht wird. Das Newmaninstitut trägt außerdem die Verantwortung für die theologisch-philosophische Ausbildung der Priesteramtskandidaten im Priesterseminar der Diözese Stockholm und damit ganz Schwedens. Ferner wird ein Studienprogramm Umwelt und Gerechtigkeit angeboten, das vom ehemaligen schwedischen Umweltminister Andreas Carlgren verantwortet wird.
Das Newmaninstitut ist die einzige katholische Hochschule in den Nordischen Staaten; es wird von einem Rektor geleitet, dem ein Prorektor sowie ein Hochschulrat aus gewählten Vertretern von Lehrenden und Studierenden zur Seite steht. Der Lehrkörper umfasst (2010) etwa 25 Dozenten und Professoren, wovon knapp die Hälfte am Institut selbst angestellt ist.
Das Institutsgebäude liegt im Zentrum der Stadt in unmittelbarer Nähe zur Universität und deren Hauptbibliothek Carolina Rediviva. Es gibt eine eigene Fachbibliothek mit über 5.000 Medien.
Wissenschaftliches Publikationsorgan der Hochschule ist die 1975 gegründete Zeitschrift Signum – Katolsk orientering om kyrka, kultur och samhälle, deren thematisches Spektrum Fragen um Religion, Kultur, Ethik, Forschung und Gesellschaft abdeckt. Die Zeitschrift erscheint pro Jahr mit acht Printausgaben.